# 赤池車站 (愛知縣)
赤池車站（日语：／ Akaike eki */?）是位於愛知縣日進市赤池一丁目。為名古屋市營地下鐵鶴舞線與名古屋鐵道之共構車站。
本站由名古屋市交通局所管轄。亦為名古屋市營地下鐵唯一一座位於名古屋市外之車站。

## 可利用之鐵路路線
- 名古屋市營地下鐵
  - 鶴舞線 - 車站編號為T20。
- 名古屋鐵道
  - 豐田線

本站雖為此兩線之終點站，其中有部分的列車經由本站直接互通運行。

## 車站結構
為擁有2面3線之島式月台之地下車站。2、3號月台共用相同軌道（列車兩側車門可開閉之型態）。

### 月台配置
| 月台 | 路線         | 目的地                     | 備註                                                 |
| ---- | ------------ | -------------------------- | ---------------------------------------------------- |
| 1    | 豐田線       | 豐田市方向                 | 一部分在此站停止服務的列車停靠此月台                 |
| 2    | （下車月台） | （下車月台）               | 此站停止服務。與3號月台共用軌道                      |
| 3    | 地下鐵鶴舞線 | 伏見、上小田井、犬山線方向 | 此站始發。與2號月台共用軌道                          |
| 4    | 地下鐵鶴舞線 | 伏見、上小田井、犬山線方向 | 名鐵豐田線開抵的直通，一部分此站始發的列車停靠此月台 |

### 配置圖
| ← 鶴舞線        | 赤池站 構內配線略圖 | → 豐田線 |
| 图例 参考文献： |                     |          |

## 相鄰車站
名古屋市營地下鐵、 名古屋鐵道
 鶴舞線、 豐田線
平針（鶴舞線、T19）－赤池（T20、TT07）－日進（豐田線、TT06）

## 外部連結
- 赤池 - 名古屋市交通局
- 赤池 - 名古屋鐵道